# Arie Schippers
Arie Schippers (Rotterdam, 25 november 1952) is een Nederlandse schilder en beeldhouwer.

## Leven en werk
Zijn opleiding genoot Schippers aan de Rotterdamse Academie (1972) en de Rijksakademie van beeldende kunsten te Amsterdam (1972-1977). In 1977 won hij de Prix de Rome voor schilderkunst. In 2016 werd de Sacha Tanja Penning aan hem toegekend.
Het werk van Schippers is zeer divers van karakter; hij schildert geregeld niet-pittoreske plekken, zoals een McDonald's-vestiging of een parkeerplaats, maar hij maakt ook zeer uitgewerkte, realistische portretten. Daarnaast is hij werkzaam als beeldhouwer en maakte onder andere Walk to Freedom (2012), het monument voor Nelson Mandela in Den Haag. Hij maakte in 2016 twee Jeroen Bosch-penningen voor de Vereniging voor Penningkunst.
In 2014 presenteerde de Fondation Custodia te Parijs een tentoonstelling van zijn tekeningen.

## Werk in openbare collecties (selectie)
- Museum Beelden aan Zee, Den Haag
- Museum De Wieger, Deurne
- Museum Henriette Polak, Zutphen
- Teylers Museum, Haarlem